# Antonio Pareja
Antonio Pareja y Serrano de León (Cabra, province de Cordoue, 1757 — Chillán, Chili, 1813) était un brigadier de la marine de guerre espagnole. 
Il se distingua dans plusieurs opérations militaires en Europe et en Afrique du Nord, combattit contre les Anglais aux côtés des Français, participant notamment à la bataille de Trafalgar à la tête d’un vaisseau de guerre, puis contre les Français aux côtés des Anglais. En reconnaissance de ses services, il fut élevé au grade de brigadier de la marine espagnole et nommé en 1812 par le Conseil de régence à un haut poste au Chili, dont il ne put cependant prendre possession en raison de l’état d’insurrection dans lequel se trouvait alors ce territoire. 
Il se vit ensuite confier la mission de ramener le Chili, que gouvernait une junte indépendantiste, sous la domination royaliste espagnole, et fit voile, au départ du Pérou, avec équipement et vivres, vers l’île de Chiloé, puis, de là, à Valdivia, où il parvint à renforcer considérablement son armée. Il réussit à reconquérir tout le sud du pays jusqu’au fleuve Maule et se disposait à faire mouvement vers le nord et à s’emparer de Santiago, mais son avancée fut freinée par l’offensive des forces patriotes (indépendantistes), lesquelles contraignirent ses troupes à régresser. Poursuivis par ses adversaires, il dut remettre le commandement à son second en raison d’une fièvre maligne qu’il avait contractée et qui lui sera ensuite fatale après son arrivée à Chillán.

## Jeunes années et carrière dans la marine
Né à Cabra, dans la province de Cordoue, et voué dès l’enfance à la marine de guerre de son pays, il fut enrôlé comme garde-marine en 1771, navigua dans diverses escadres et assista à de nombreuses actions militaires, se distinguant notamment lors de la prise des îles San Pietro et Sant'Antioco au large de la Sardaigne. À partir de février 1778 et jusqu’à mai 1782, il commanda une frégate et un vaisseau privé en plus d’un brigantin. 
Plus tard, il devint le commandant de la frégate Perla et participa à la bataille navale du cap Saint-Vincent, le 14 février 1797 (auparavant déjà, en 1782, il lui était advenu de devoir se battre contre une escadre anglaise) ; à Melilla, il accomplit à plusieurs reprises un débarquement d’artillerie, de munitions et de vivres, sous la canonnade ennemie. Dans la rade d’Alger, la galiote sous ses ordres fit feu pendant huit heures sur les Maures. 
En 1803, il dirigea le navire San Agustín et en février 1805 obtint de commander le Príncipe de Asturias et fit voile, au sein de l’escadre combinée franco-espagnole emmenée par le vice-amiral Villeneuve et le lieutenant-général Federico Gravina, pour Cadix, où il se vit confier le commandement du vaisseau Argonauta. À bord de ce dernier, il partit le 20 octobre suivant, avec ladite escadre combinée placée sous les ordres des mêmes généraux, et se retrouva ainsi engagé, au large du cap de Trafalgar, dans la bataille navale opposant son escadre à celle anglaise de l’amiral Nelson. L’Argonauta subit de très graves avaries et alla par le fond le deuxième jour de la bataille, ce qui fit de nombreux morts et blessés, dont son commandant.
Cette même année, il monta au rang de brigadier et en juin 1808 combattit l’escadre française de l’amiral Rosily, contraignant celui-ci à la reddition. Après un congé passé à Madrid, il retourna dans le département de Cadix en 1809, reçut le commandement des bâtiments de guerre Terrible et San Justo ainsi que, début 1810, de toutes les forces de surveillance de l’île de León, quand commença le siège mis devant Cadix par Claude-Victor Perrin et Nicolas Soult, siège dont il fut l’un des commandants jusqu’à ce que, en juillet de cette même année, il fût nommé gouverneur et capitaine général du Chili, alors en pleine insurrection.

## Guerre d’indépendance du Chili
Arrivé à Lima, centre du pouvoir colonial espagnol en Amérique du Sud, il rencontra le vice-roi du Pérou José Fernando de Abascal pour prendre connaissance des ordres pour la campagne militaire à mener. Abascal avait projeté de dépêcher une puissante armée vers le Haut-Pérou afin de vaincre les patriotes (=indépendantistes) argentins et d’envoyer concomitamment un groupe d’officiers et sous-officiers, avec toutes ressources matérielles utiles, en vue de la mise sur pied, dans les provinces chiliennes restées loyales, d’une armée royaliste apte à y battre les indépendantistes.
Le 12 décembre 1812, en exécution de ce plan de reconquête, la troupe sous les ordres de Pareja, composée de 50 soldats et de 20 officiers aguerris, fit voile, au départ de Callao, vers le sud du Chili, à bord de 5 brigantins, emmenant avec elle armements, vêtements, équipements et 25 000 pesos en argent, à l’aide desquels et en seulement deux mois, Pareja organisa sur l’île de Chiloé une armée de 1 400 hommes parfaitement équipés et entraînés, puis s’embarqua sans retard pour Valdivia, sur le continent, ville qui s’était déclarée en faveur des royalistes, et où il renforça son corps expéditionnaire de 700 nouvelles recrues. Au moyen de cette nombreuse armée, il réussit fin février 1813 à s’emparer du petit port de San Vicente, contigu à celui de Talcahuano.
Le jour suivant, la garnison de ce port fut attaquée et vaincue, malgré une résistance vigoureuse. Ensuite, Pareja fit son entrée dans la ville de Concepción, chef-lieu de la province homonyme, après avoir négocié sa capitulation en échange d’une promesse d’amnistie. Les forces qui s’étaient ainsi rendues s’intégrèrent à leur tour dans le contingent de Pareja, qui disposait à présent de plus de 60 pièces d’artillerie, de 6 000 fusils, d’une considérable quantité d’armes blanches et d’abondantes munitions et d’équipements de guerre récupérés dans la ville.
C’est alors que se soulevèrent à Valparaíso les équipages de la corvette Perla et du brigantin Potrillo, qui appartenaient aux indépendantistes. Ces défections, s’ajoutant à la nouvelle des victoires de Pareja, eurent pour effet que les patriotes s’abandonnèrent au découragement. José Miguel Carrera cependant résolut de faire front à l'adversité et rassembla une armée de 9 000 hommes. Pareja partit à sa rencontre, mais ses troupes furent prises en tenaille le 26 avril 1813 près du bourg de Yerbas Buenas, dans les environs de Talca, et forcées de s’engager dans la bataille, qu’on allait ensuite désigner par Surprise ou Désastre de Yerbas Buenas. Les combats coûtèrent 180 hommes à l’armée espagnole ; cependant les pertes patriotes furent supérieures, environ 460 morts et 120 prisonniers, dont quelques officiers, chiffres que l’on s’efforça de minimiser pour ne pas provoquer de scandale à Santiago.
Au milieu du mécontentement des troupes royalistes, que Pareja eut peine à calmer, une fièvre maligne s’empara de celui-ci et force lui fut alors de remettre la direction des opérations à Juan Francisco Sánchez, commandant du bataillon de Penco, lequel présenta bataille à l’ennemi sur les hauteurs de San Carlos (actuel Ancud), dans le nord de l’île de Chiloé, et parvint, en dépit de son infériorité numérique, à disperser ses adversaires. Pareja, malade et prostré, se transporta avec les troupes victorieuses à Chillán, où il s’éteignit le 21 mai 1813.
Son fils José Manuel Pareja, qui vit le jour à Lima en 1813 et qui donc ne connut jamais personnellement son père, monta au grade d’amiral de la marine espagnole et vint, à ce titre, à prendre part à la guerre hispano-sud-américaine. Il se suicida au large des côtes chiliennes après appris la capture de la goélette Covadonga, l’une des plus faibles de son escadre, par la corvette chilienne Esmeralda.

## Source
- Article issu en partie du tome 42 de l'Enciclopedia Universal Ilustrada Europeo-Americana (Espasa), laquelle parut avant 1935 et se trouve par conséquent dans le domaine public.